# 普埃布拉足球會
普埃布拉足球會（Puebla Fútbol Club）是一支位於墨西哥普埃布拉州普埃布拉的職業足球會，目前於墨西哥超級足球聯賽角逐。

## 外部連結
- Official Website （页面存档备份，存于）
- Puebla F.C. at Soccerway （页面存档备份，存于）